# Kismara Pezzati
Kismara de Lourdes Pessatti, também conhecida como Kismara Pezzati ou Kismara Pessatti (Curitiba, 3 de junho de 1974), é uma mezzosoprano brasileira naturalizada na Suíça. Conhecida anteriormente por interpretações em óperas e concertos principalmente como contralto, recentemente expandiu seu repertório para mezzosoprano dramático.
Kismara tem se apresentado com várias companhias de ópera e orquestras reconhecidas internacionalmente, em países como Alemanha, Brasil, Colômbia, Espanha, França, Inglaterra, Itália, Japão, Luxemburgo, República Tcheca, Rússia, Suíça, Uruguai e Venezuela. Sua carreira inclui performances de uma coletânea variada de obras, desde Monteverdi passando por Wagner e Verdi até a música contemporânea.

## História e Formação Acadêmica
Kismara Pessatti nasceu em Curitiba, Paraná, em 1974. Pessatti é o seu sobrenome de registro, mas passou a usar Pezzati como nome artístico após descobrir que essa era a grafia original do sobrenome de seus antepassados na Itália, antes de emigrarem para o Brasil.
Sua conexão com a música começou na infância e cresceu cantando com os pais e irmãos. No entanto, foi a primeira da família a se dedicar exclusivamente à música.
Kismara é bacharel em Canto Lírico pela Escola de Música e Belas Artes do Paraná, onde se formou em 1997 sob a orientação da prof. Neyde Thomas. Ainda durante o período de estudos, realizou seus primeiros recitais solo pela série “Música nos Museus” em Curitiba nos anos de 1996 a 1998.
Em 1999, mudou-se para Berlim onde continuou sua especialização na classe da Prof. Norma Sharp e na classe de interpretação da Ks. Julia Varady. Em 2004 recebeu o título de Diplom-Sängerin für Musiktheater und/oder Konzert (que depois da Declaração de Bolonha, é reconhecido como mestrado) na Escola Superior de Música Hanns Eisler (Hochschule für Musik Hanns Eisler Berlin). Seguiram-se outros masterclasses com profissionais reconhecidos, incluindo Thomas Hampson, Reri Grist e Jeanette Scovotti, Ruth Rohner, Francisco Araiza e Alberto Zedda, entre outros.
Paralelamente aos estudos, debutou no verão de 2001 como Matilda na ópera Ottone de Haendel/Telemann no Teatro de Magdeburgo, na Alemanha .

## Carreira (seleção)

### 2003 - 2008
Entre 2003-2005 foi membro da Operastudio da Ópera de Zurique (Oper Zürich), onde em 2004 foi produzida a ópera La Pietra del Paragone de G. Rossini, com estréia em Zurique e apresentações em Mezières e Gênova. Nessa produção, Kismara interpretou Clarice, papel que lhe rendeu um contrato como solista regular da entidade. Ainda na Operastudio, interpretou o papel de Mother na versão em alemão da ópera de Gian Carlo Menotti, The Consul. Também participou de outras produções profissionais da casa: como Giovanna em Rigoletto de Verdi (produção gravada em DVD), sob a regência de Nello Santi e direção cênica de Gilbert Deflo; e como Alisa em Lucia di Lammermoor de Donizetti, sob a regência de Ralf Weikert e direção cênica de Robert Carsen.
Em 2005, no início do seu contrato com a Ópera de Zurique, foi escolhida por Nikolaus Harnoncourt para participar de L’Incoronazione di Poppea de Monteverdi como Nutrice sob sua direção musical e direção cênica de Jürgen Flimm. Esta produção foi levada também ao Royal Festival Hall em Londres. No mesmo ano, estreou como Filipjewna em Eugen Onegin de Tchaikovski sob a regência de Vladimir Fedoseyev e direção cênica de Grisha Asagaroff.
Em 2006, estreou como Rosália em Tiefland de Eugen d'Albert (produção lançada em DVD), sob a regência de Franz Welser-Möst e direção cênica de Matthias Hartmann. Além disso, foi solista da obra Les Noces, de Strawinsky, sob a regência de Peter Feranec e coreografia de Heinz Spoerli. No Theater Basel (teatro em Basiléia, Suíça), foi solista da versão concerto desta obra junto ao Schweizer Kammerchor.
Em 2007, interpretou Annina em Der Rosenkavalier de Strauss, sob a regência de Welser-Möst e direção cênica de Sven-Eric Bechtolf, produção que foi levada ao Bunkamura Orchard Hall em Tóquio. Também interpretou Marthe Schwertlein em Faust de Gounod, sob a regência de Patrick Fournillier e Götz Friedrich. Foi solista em Szenen aus Goethes Faust de Schumann, apresentado em forma concertante na Tonhalle de Zurique, onde interpretou Mater Gloriosa, Martha, Mangel e Samaritana.
Em 2008, estreou como Amme em Boris Godunow de Mussorgsky sob a regência de Vladimir Fedoseyev e direção cênica de Klaus Grüber. Além disso, voltou a interpretar Annina em Der Rosenkavalier sob a regência de Welser-Möst, dessa vez em forma concertante no Royal Festival Hall em Londres.
Neste mesmo ano, a cantora desligou-se da posição de cantora fixa com a Ópera de Zurique.

### 2009 - 2018
Em 2009, interpretou Carmen de Bizet com a Bergische Symphoniker em concertos na Alemanha sob a regência de Witolf Werner. No Brasil, estreou no XIII Festival Amazonas de Ópera, em Manaus, como Anna em Les Troyens de Berlioz e como Geneviève na versão concerto de Pelléas et Mélisande de Debussy. De volta à Alemanha, foi solista da obra In Terra Pax de Frank Martin em Hagen, sob a regência de Florian Ludwig.
Em 2010, estreou como Maddalena em Rigoletto na Opéra-Théâtre de Saint-Étienne sob a regência de Laurent Campellone e direção cênica de Guy Joosten, e como Erda no Anel do Nibelungo de Wagner na Ópera de Essen sob a regência de Stefan Soltesz e Anselm Weber. Também foi solista na Sinfonia n.º 2 de Mahler em Bogotá sob a regência de Lior Shambadal, na Sinfonia n.º 8 de Mahler (Mater Aegyptiaca) em Bielefeld sob a regência de Peter Kuhn e em Duisburgo sob a regência de Lorin Maazel. No Brasil, foi solista junto ao Piano Trio Porto Alegre para concertos em Curitiba e Porto Alegre com as Canções Irlandesas de Beethoven.
Ainda no mesmo ano, sob a regência de Helmuth Rilling, foi solista no oratório O Messias de Handel na Philharmonie de Essen (Alemanha), na Paixão segundo São João de Bach na International House of Music em Moscou, na Missa em Si Menor de Bach em Caracas, e na produção de Jean d'Arc au bûcher de Arthur Honegger tanto em Caracas junto à Orquestra Juvenil Simon Bolivar como em Stuttgart junto a SWR (Südwestrundfunk Orchester). No Konzerthaus de Berlim, foi solista como uma das fúrias na ópera concertante Orpheus und Eurydike de Krenek sob a regência de Lothar Zagrosek. Também sob a regência de Facundo Agudin e junto a Orchestre Symphonique du Jura, foi mezzosoprano solista no Requiem do compositor Christian Favre, obra inédita que foi lançada em CD.
Em 2011, dedicou-se especialmente a trabalhar com o maestro Helmuth Rilling. Assim, foi Catherine na gravação ao vivo do CD do oratório dramático Jean d’Arc au bûcher de Arthur Honegger, realizado no Liederhalle de Stuttgart. Além disso, estreou no Festspielhaus Baden-Baden (Alemanha) na celebração do Herbert von Karajan Music Prize recebido por Helmuth Rilling, que regeu a solista tanto na cantata BWV 70 Wachet! Betet! Betet! Wachet! de Bach, quanto como solista no Requiem de Mozart junto ao Bach-Collegium Stuttgart e Gächinger Kantorei. No mesmo ano, retornou aos palcos com Rilling e seu ensemble, dessa vez como solista no Weihnachtsoratorium (Oratório de Natal) de Bach no Liederhalle de Stuttgart. Além dos projetos com Rilling, ainda canta a Mater Samaritana em Bogotá na Sinfonia n.º 8 de Mahler sob a regência de Arturo Diemecke com a Orquesta Filarmônica de Bogotá, e sob a regência de Facundo Agudin, foi mezzosoprano solista no Requiem de Verdi em Neuchâtel.
Em 2012, Kismara estreou em São Paulo como o protagonista Orfeo na ópera Orfeo ed Euridice de Gluck sob a direção cênica de Antônio Araújo e direção musical de Nicolau de Figueiredo, além de participar em Pelléas et Mélisande de Debussy sob a direção cênica de Iacov Hillel e direção musical de Abel Rocha, ambas produções do Theatro Municipal de São Paulo. No mesmo ano, estreou no Concertgebouw de Amsterdam como solista na obra espanhola El Amor Brujo de Manuel de Falla, voltando a esta sala de concertos como solista para a gravação ao vivo para CD e para a TV da Eerste symfonie (Versuch eines Requiem) de Hartmann sob a direção de Markus Stenz. Em Milão, cantou o oratório Elias de Mendelssohn junto à "La Verdi" (Orchestra Sinfonica di Milano Giuseppe Verdi) sob a regência de Helmuth Rilling.
Em 2013, gravou ao vivo na Filarmônica de Berlim sob a direção de Marek Janowski e junto à Orquestra Sinfônica da Rádio de Berlim, as seguintes obras para a série "Wagnerzyklus" da gravadora Pentatone: Das Rheingold, Die Walküre e Götterdämmerung (partes da tetralogia Der Ring des Nibelungen) de Richard Wagner. Além disso, estreou como Mary em Der Fliegende Holländer em Genebra sob a regência de Kirill Karabits no Wagner Geneva Festival, como solista frente à L'Orchestre de Chambre de Genève com o ciclo Wesendonck Lieder também de Wagner e edição de Henze sob a regência de Thomas Rösner, e também foi solista da obra Stabat Mater de Rossini no Schleswig-Holstein Musik Festival em Hamburgo, Alemanha. Na Ópera de Zurique, foi solista da produção Wie ich Welt wurde, espetáculo sobre a vida do compositor Richard Wagner, com direção cênica de Hans Neuenfels. No Brasil, estreou como Neris na ópera, em forma de concerto, Médée de Cherubini com a Orquestra Sinfônica Brasileira no Theatro Municipal do Rio de Janeiro.
Em 2014, a cantora estreou em Barcelona no Gran Teatre del Liceu como Schwertleite em A Valquíria de Wagner. Entre outros concertos, destaca-se o concerto em Praga da Missa Solemnis de Beethoven sob a regência de Helmuth Rilling, que foi transmitido ao vivo para a TV tcheca; assim como o seu retorno a Bogotá para ser a solista de Folk Songs de Luciano Berio com a Orquestra Filarmônica de Bogotá. Kismara também apresentou-se no Badisches Staatstheater Karlsruhe em Karlsruhe como Amme em Boris Godunov, e voltou a Moscou, dessa vez com a obra Henry Dunant de Gion Antoni Derungs, sob a direção de Mario Schwarz e com a Orquestra de Câmara Musica Viva.
Em 2015, Kismara voltou à sala de concertos Liederhalle em Stuttgart, Alemanha, como solista em El Amor Brujo de Manuel de Falla com a Stuttgarter Kammerorchester e sob a regência de Matthias Foremny. No mesmo ano, a cantora participou de uma turnê com a Les Siècles Orchester sob a regência de François-Xavier Roth, seu fundador, com a obra Der Fliegende Holländer de Wagner, estreando no Théâtre de Caen, na França, e no Grand Théâtre de Luxembourg. Ainda em 2015, na Ópera de St. Gallen, foi Juliette em Roméo et Juliette de Berlioz, Filipjewna em Eugen Onegin sob a regência de Otto Tausk e direção cênica de Lydia Steier, e Maffio Orsini em Lucrezia Borgia de Donizetti sob a regência de Pietro Rizzo e direção cênica de Tobias Kratzer.
Em 2016, Kismara iniciou uma colaboração com a Oper Köln (Ópera de Colônia), onde foi solista na ópera contemporânea Die Eroberung von Mexiko de Wolfgang Rihm sob a regência de Alejo Pérez e direção cênica de Peter Konwitschny, uma co-produção com o Salzburger Festspiele. No mesmo ano, voltou à Ópera de Zurique para interpretar Mary em Der Fliegende Holländer de Wagner. No Brasil, estreou com a OSESP (Orquestra Sinfônica do Estado de São Paulo) a obra sinfônica inédita Cecilia do compositor Maury Buchala, sob a regência de Valentina Peleggi, produção que foi lançada em CD e faz parte da coleção Encomendas OSESP. Kismara também estreou em Rotterdam, com a Rotterdam Philharmonic Orchestra, na 1. Sinfonie (Versuch eines Requiem) de Hartmann.
Em 2017, Kismara foi solista na Ópera de Zurique na produção da estréia mundial da ópera de câmara Der Traum von Dir (trailer) de Xavier Dayer. Na Colômbia, Kismara estreou como Ms Quickly em Falstaff no Teatro Mayor de Bogotá, numa co-produção com a Ópera de Colômbia, sob a direção musical de Rodolfo Fischer e direção cênica de Alejandro Chacón. No Brasil, Kismara realizou concertos produzidos pela Série Solo Música em Brasília e Curitiba, onde fez a idealização, pesquisa, direção e interpretação do espetáculo "Feminino Céu e Terra", programa a capella para voz solo em duas partes: a primeira com textos e música de Hildegard von Bingen, a segunda com textos de Kismara Pessatti e canções de trabalho brasileiras, onde a cantora se acompanhava somente com percussão. Este projeto deu origem ao CD Hildegard Now & Then, lançado em 2019.
Em 2018, na Europa, Kismara foi integrante do elenco da ópera Parsifal de Wagner, junto à Orquestra Filarmônica de Berlim, sob a direção musical de Sir Simon Rattle e direção cênica de Dieter Dorn no Festspielhaus Baden-Baden. Essa produção também foi levada em forma de concerto à Berliner Philharmonie. Na America Latina, interpretou Oberon em "Sonhos de uma Noite de Verão" (A Midsummer Night's Dream) de Benjamin Britten no Theatro São Pedro em São Paulo, Brasil. Essa produção, que foi a vencedora do Prêmio Concerto de melhor ópera de 2018, teve a direção musical de Claudio Cruz e direção cênica de Jorge Takla. Além disso, estreou no Teatro Solís em Montevideo no Uruguai com as obras Rückert-Lieder de Mahler e Faust et Helene de Lili Boulanger, as duas com a Orquestra Filarmônica de Montevideo sob a regência de Ligia Amadio .

### 2019 - Presente
Em 2019, gravou seu primeiro CD Solo, Hildegard Now & Then, produzido pela gravadora Drama Musica de Londres e com distribuição da Naxos. A gravação, que recebeu 4 estrelas na crítica da BBC Music Magazine, foi um projeto idealizado, pesquisado e interpretado pela própria Kismara Pessatti. Nele, a cantora interpretou canções de Hildegard von Bingen na primeira parte, e na segunda parte, encomendou à compositora Silvia Berg um ciclo de canções baseadas em textos selecionados de Hildegard von Bingen, em sua maioria oriundos de suas cartas. Estes textos foram traduzidos em 7 idiomas (latim, português, italiano, alemão, francês, inglês e espanhol) e gravados por ela com acompanhamento da percussionista Sarah Hatch. Nesse mesmo ano, a cantora começou a usar Kismara Pezzati como seu nome artístico
Em 2020, retornou a São Paulo como solista da Missa Solemnis de Beethoven, em comemoração aos 250 anos de Beethoven e estréia de Thierry Fischer como novo regente da OSESP. Além disso, Kismara estreou como Laura em La Gioconda de Ponchielli, uma produção do The Bumbry Way em Viena, depois de ter feito o trabalho de expansão de repertório com a própria Dr. Grace Bumbry, KS.
Em 2021, após várias produções terem sido canceladas ou remarcadas devido à pandemia de COVID-19, Kismara foi convidada para se apresentar no Festival George Enescu em Bucareste, Romênia. Lá, ela estreou como Brigitta em Die tote Stadt (versão concerto) de Korngold no Grand Palace Hall (Sala Palatului), com a Orquestra Filarmônica e Coro George Enescu, sob a batuta de Frédéric Chaslin.

### Docência
- 1995-1998: Professora de Técnica Vocal - Canto Solista, no Festival de Música de Cascavel (PR) [60]
- 1997-1998: Professora de Canto Solista para os cursos de Pedagogia em Música e Teatro, Fundação Universidade Regional de Blumenau (FURB), Santa Catarina
- 2009: Masterclass para cantores líricos, Universidade Federal do Rio Grande do Norte (UFRN)
- 2010: Masterclasses para cantores líricos na Universidade Federal do Rio Grande do Sul (UFRGS) e Capela Santa Maria, Curitiba, Paraná
- 2010: Masterclass para cantores líricos, El Sistema Nacional de Orquestas y Coros Juveniles e Infantiles de Venezuela, Caracas, Venezuela
- 2017: Masterclass para cantores líricos, Capela Santa Maria, Curitiba, Paraná
- 2020: Masterclass para cantores líricos, OSESP, São Paulo

## Teatros e Performances  (seleção)
- Orchard Hall Bunkamura (Tóquio) - Der Rosenkavalier (Strauss), La Traviata (Verdi)
- Teatro La Fenice (Veneza) - Elektra (Strauss)
- Opernhaus Zürich - L’Incoronazione di Poppea, Faust, Boris Godunow, Lucia di Lammermoor, Tiefland, Rigoletto, Der Fliegende Holländer
- Konzerthaus de Berlim - Sinfonia n.º 9 (Beethoven), Orpheus und Euridyke (Krenek)
- Theatro Municipal de São Paulo - Te Deum Budavari (Kodaly), Orfeo ed Euridice, Pelléas et Mélisande
- Royal Festival Hall (Londres) - Rosenkavalier, L'Incoronazione di Poppea
- Tonhalle de Zurique - Faust Szenen (Schubert), Missa em Fá menor (Bruckner), Walpurgisnacht (Mendelssohn)
- International House of Music (Moscou) - Paixão segundo S. João (Bach)
- Teatro Amazonas (Manaus, Brasil) - Les Troyens (Berlioz), Pelléas et Melisande (Debussy)
- Theater und Philharmonie Essen - Messias (Handel)
- Orchestra Sinfonica di Milano Giuseppe Verdi - Elias (Mendelssohn)
- Concertgebouw Amsterdam - El Amor Brujo (M. de Falla), 1. Sinfonie (Hartmann), Die Frau ohne Schatten (Strauss) [25]
- Berliner Philharmonie - Wagner Zyklus: Das Rheingold, Die Walküre, Götterdämmerung. Parsifal (R. Wagner)
- Teatre del Liceu de Barcelona - Die Walküre (Wagner)
- Theatro Municipal do Rio de Janeiro - Medée (Cherubini)
- Teatro Solis de Montevideo - Faust et Helene (Lili Boulanger), Rückertlieder (Mahler)
- Teatro Petruzzelli em Bari (IT): Elektra (Strauss), Der Fliegende Holländer (Wagner) [61]
- Sala São Paulo: Cecilia (M. Buchala), Missa Solemnis (Beethoven)
- Theatro São Pedro em São Paulo: Sonhos de uma Noite de Verão (Britten)
- Liederhalle Stuttgart: El Amor Brujo (M. de Falla), Oratório de Natal (Bach), Jean d’Arc au bûcher (Arthur Honegger)
- Kölner Oper: Die Eroberung von Mexiko (W. Rihm), Die Soldaten (Henze), Le Nozze di Figaro (Mozart) [62][63]
- Aalto Theater Essen: Rheingold e Siegfried (Wagner)
- Théatre de Caen - Der Fliegende Holländer (Wagner)
- Théâtre de la Ville de Luxembourg - Der Fliegende Holländer (Wagner)
- Opéra-Théâtre de Saint-Étienne: Rigoletto (Verdi), Rake’s Progress (Strawinsky) [64]
- Teatro Mayor de Bogotá: Falstaff
- Auditório León de Greiff Bogotá: Sinfonia n.º 2 e Sinfonia n.º 8 (Mahler), Folksongs (Berio)
- Simon Bolivar Hall, Caracas: Missa em Si menor (Bach), Jean d’Arc au bûcher (Arthur Honegger)
- De Doelen Rotterdam: 1. Sinfonie (Hartmann)

## Papéis em Óperas (seleção)
- Amneris, Aida (Verdi, G.) *
- Anna, Les Troyens (Berlioz, H.)
- Annina, Der Rosenkavalier (Strauss, R.)
- Azucena, Il Trovatore (Verdi, G.) *
- Brigitta, Die tote Stadt (Korngold, E. W.)
- Carmen, Carmen (Bizet, G.)
- Clarice, La Pietra del Paragone (Rossini, G.)
- Dalila, Samson et Dalila (Saint-Säens, C.) *
- Eboli, Don Carlo (Verdi, G.) *
- Erda, Das Rheingold (Wagner, R.)
- Erda, Siegfried (Wagner, R.)
- Filipjewna, Eugen Onegin (Tschaikowski, P.)
- Fricka, Das Rheingold (Wagner, R.)
- Fricka, Die Walküre (Wagner, R.) *
- Geneviève, Pelléas et Mélisande (Debussy, C.)
- Isabella, L’Italiana in Algeri (Rossini, G.) *
- Jokasta, Oedipus Rex (Strawinski, I.)
- Laura, La Gioconda (Ponchielli, A.)
- Leonora, La Favorita (Donizzeti, G.) *
- Maddalena, Rigoletto (Verdi, G.)
- Marcellina, Le Nozze di Figaro (Mozart, W. A.)
- Mother, The Consul (Menotti, G. C.)
- Ms. Quickly, Falstaff (Verdi, G.)
- Oberon, Midsummer Night’s Dream (Britten, B.)
- Olga, Eugen Onegin (Tschaikowski, P.) *
- Orfeo, Orfeo ed Euridice (Gluck, C. W.)
- Orsini, Lucrezia Borgia (Donizetti, G.)
- Penelope, Il Ritorno di Ulisse in Patria (Monteverdi, C.) *
- Rosalia, Tiefland (D‘Albert, E.)
- Weseners Mutter, Die Soldaten (Zimmermann, B.)

(*) Papéis estudados, mas ainda não apresentados em produções

## Concertos (seleção)
- Bach, J.S. - Messe in H-moll, Weihnachtsoratorium,[65] Magnificat, St. Johannes Passion, Matthäus Passion*
- Beethoven, L. van - Missa Solemnis, Sinfonia n.º 9
- Berio, L. - Folk Songs
- Berlioz, H. - Romeo et Juliette
- Boulanger, L. - Faust et Heléne
- Derungs, G. A. - Henry Dunant op. 178, ein dramatisches Menschenleben
- Dvorák, A. - Stabat Mater*
- Estrada, C. - Robayat
- Falla, M. de - El Amor Brujo, Siete Canciones Españolas
- Favre, C. - Requiem[66]
- Garcia Lorca, F. - Trece Canciones Populares Españolas
- Guastavino, C. - Flores Argentinas
- Händel, G. F. - Messiah
- Hartmann, K. A. - 1. Sinfonie: Versuch eines Requiems
- Kodály, Z. - Te Deum Budávari
- Mahler, G. - 2. Sinfonie, 3. Sinfonie* und 8. Sinfonie, Kindertotenlieder, Rückert-Lieder
- Martin, F. - In Terra Pax
- Mendelssohn, F. - Elias, Paulus*, Walpurgisnacht
- Mozart, W. A. - Requiem[67]
- Pergolesi, G. B. - Stabat Mater
- Rossini, G. - Stabat Mater
- Schumann, R. - Faust Szenen (Marthe / Mangel / Mater Gloriosa / Mulier Samaritana)
- Strawinski, I. - Oedipus Rex, Les Noces
- Szymanowski, K. - Stabat Mater[67][68]
- Verdi, G. - Requiem[21]
- Wagner-Henze - Wesendoncklieder

(*) Papéis estudados, mas ainda não apresentados em concertos

## Colaborações com Maestros (seleção)
- Sir Simon Rattle
- Nikolaus Harnoncourt
- Lorin Maazel
- Nello Santi
- Christoph von Dohnányi
- Vladimlir Fedoseyev
- Bernard Haitink
- Vladimir Jurowski
- Marek Janowski
- Teodor Currentzis
- Helmuth Rilling
- Lothar Koenigs
- François-Xavier Roth
- Franz Welser-Möst
- Ingo Metzmacher
- Paolo Carignani
- Ralf Weikert
- Laurent Campellone
- Thomas Adès
- Luiz Fernando Malheiro
- Adam Fischer
- Axel Kober
- Facundo Agudin
- Peter Kuhn
- Daniel Harding
- Alexander Liebreich
- Florian Ludwig
- Enrique Diemecke
- Lothar Zagrosek
- Stefan Soltesz
- Matthias Foremny
- Otto Tausk
- Nicolau de Figueiredo
- Abel Rocha
- Markus Stenz
- Jonathan Nott
- Josep Pons
- Arie van Beek
- Valentina Peleggi

## Gravações
- Hildegard von Bingen & Silvia Berg: Hildegard Now & Then (2019); Pessatti, Hatch; CD Drama Musica
- Maury Buchala: Cecilia (2016); Orquestra Sinfônica do Estado de São Paulo (OSESP), Valentina Peleggi; CD Selo Digital OSESP
- Richard Wagner: Der fliegende Holländer (2015); Choeur et Orchestre Les Siècles, Théâtre de Caen, François-Xavier Roth; Live compilation
- Karl Hartmann: Symphonies 1-8 (2014); Netherlands Radio Philharmonic Orchestra, Netherlands Radio Chamber Orchestra; Gaffigan, Metzmacher, Poppen, Schonwandt, Stenz, Vänskä; Challenge Records, 3-disk CD set
- Richard Wagner: Die Walküre (2014); Orquestra Simfònica del Gran Teatre del Liceu Barcelona, Josep Pons; Live recording
- Richard Wagner: Götterdämmerung (2013); Rundfunk-Sinfonieorchester Berlin, Marek Janowski; CD Pentatone Music
- Richard Wagner: Die Walküre (2013); Rundfunk-Sinfonieorchester Berlin,  Marek Janowski; CD Pentatone Music
- Richard Wagner: Das Rheingold (2013); Rundfunk-Sinfonieorchester Berlin, Marek Janowski; CD Pentatone Music
- Karl Hartmann: Eerste symfonie (2012); Radio Filharmonisch Orkest Amsterdam, Marcus Stenz; CD Avro Tros NTR Radio 4
- Arthur Honegger: Jeanne d’Arc au bûcher (2011); Radio-Sinfonieorchester Stuttgart des SWR, Helmuth Rilling; CD Hänssler Classic[69]
- Giuseppe Verdi: Requiem (2011) Orchestre Symphonique du Jura, Facundo Agudin; DVD Lyrica
- Gustav Mahler: 8. Sinfonie, Mahler en Bogotá (2011); Orquesta Filarmônica de Bogotá, Enrique Diemecke; DVD EMI[70]
- Christian Favre: Requiem (2010, inédito); Orchestre Symphonique du Jura, Facundo Agudin; CD Doron Music
- Eugen d'Albert: Tiefland (2009); Oper Zürich, Franz Welser-Möst; DVD EMI[3]
- Richard Wagner: Parsifal (2008); Oper Zürich, Bernard Haitink; DVD Deutsche Grammophon
- Giuseppe Verdi: Rigoletto (2006); Oper Zürich, Nello Santi; DVD Arthaus Musik
- Richard Strauss: Elektra (2006); Oper Zürich, Christoph von Dohnanyi; DVD TDK